# 亞美尼亞大屠殺紀念日
亚美尼亚种族大屠杀纪念日（羅馬化：Mets Yegherrni zoheri hishataki）是每年4月24日亚美尼亚和阿尔察赫共和国及亚美尼亚侨民的国家假期。每年官方都设置纪念活动悼念大屠杀遇难者。
节日的历史可追溯到1915年4月24日数十名亚美尼亚籍知识分子遭驱逐的事件。事发后的首个纪念活动由一群亚美尼亚种族大屠杀的幸存者于1919年在伊斯坦布尔圣三一亚美尼亚教堂（St. Trinity Armenian church）举行，当时亚美尼亚社区中的许多杰出人物出席活动。之后，首次纪念活动的日期成为了亚美尼亚种族大屠杀的官方年度纪念日。2015年，世界各地民众开展各式各样的活动纪念大屠杀100周年。

## 歷史

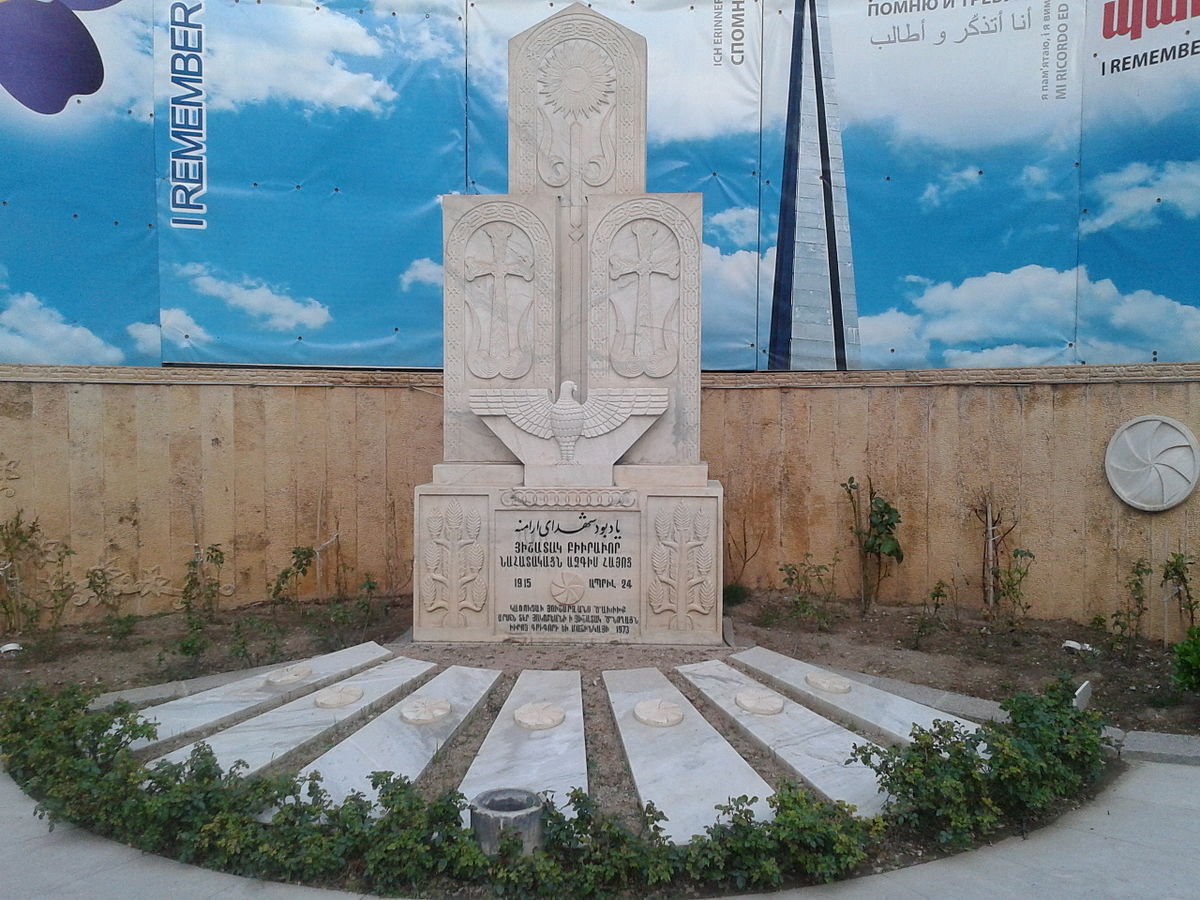
德黑蘭聖薩爾基斯大教堂的種族滅絕紀念館